# Michael Goulian
Michael George Goulian (Winthrop, Massachusetts, 4 september 1968) is een Amerikaans piloot die deelneemt aan de Red Bull Air Race World Series met het nummer 99.
Michael Goulian is medeauteur van een serie boeken getiteld Basic and Advanced Aerobatics, gepubliceerd door McGraw Hill, wat de standaard werd voor handboeken voor luchtacrobatiek.
Goulian is ook medeoprichter van Linear Air, een bedrijf dat een luchttaxi aanbiedt in een Eclipse 500 very light jet in Amerika.